# Хуліо Сесар Кампосано
Хуліо Сесар Кампосано (ісп. Julio César Campozano; нар. 31 січня 1986) — колишній еквадорський тенісист.
Найвищу одиночну позицію світового рейтингу — 197 місце досяг 1 квітня 2013, парну — 192 місце — 9 липня 2012 року.
Завершив кар'єру 2014 року.

## Титули за кар'єру

### Одиночний розряд (9)
| Легенда (одиночний розряд) |
| Челленджери (0)            |
| Ф'ючерси (9)               |

| Ранг | Дата            | Турнір       | Покриття | Суперник               | Рахунок                 |
| 1.   | 31 липня 2006   | Венесуела F1 | Ґрунт    | Мікаель Кінтеро        | 6–1, 6–7(5–7), 7–6(8–6) |
| 2.   | 1 жовтня 2007   | Венесуела F5 | Тверде   | Віктор Естрелья Бургос | 6–3, 6–3                |
| 3.   | 8 жовтня 2007   | Венесуела F6 | Тверде   | П'єро Луїзі            | 7–5, 1–0, ret.          |
| 4.   | 16 червня 2008  | Венесуела F2 | Ґрунт    | Роман Рекарте          | 6–4, 6–2                |
| 5.   | 10 серпня 2009  | Еквадор F2   | Ґрунт    | Іван Ендара            | 6–1, 4–6, 6–2           |
| 6.   | 6 вересня 2010  | Еквадор F1   | Тверде   | Ніколас Пастор         | 5–7, 6–3, 6–3           |
| 7.   | 13 вересня 2010 | Еквадор F2   | Тверде   | Мацек Сикут            | 6–2, 6–0                |
| 8.   | 6 травня 2012   | Венесуела F1 | Ґрунт    | Маурісіо Ечасу         | 6–4, 6–3                |
| 9.   | 13 травня 2012  | Венесуела F2 | Ґрунт    | Давід Соуто            | 6–4, 6–3                |
| 10.  | 20 травня 2012  | Венесуела F3 | Тверде   | Максіміліано Естевес   | 6–3, 6–1                |

### Парний розряд (8)
| Легенда (одиночний розряд) |
| Челленджери (3)            |
| Ф'ючерси (5)               |

| Ранг | Дата              | Турнір           | Покриття | Партнер               | Суперники                              | Рахунок               |
| 1.   | 25 вересня 2006   | Венесуела F4     | Ґрунт    | Карлос Авельян        | Іван Міранда Серхіо Рамірес            | 7–6(7–0), 6–4         |
| 2.   | 5 травня 2008     | Колумбія F4      | Ґрунт    | Алехандро Кон         | Алехандро Гонсалес Едуардо Струвай     | 2–6, 7–6(7–1), [11–9] |
| 3.   | 5 травня 2008     | Еквадор F1       | Ґрунт    | Вальтер Валаресо      | Федеріко Кавальєро Борха Мало          | 6–7(6–8), 6–4, [10–5] |
| 4.   | 17 серпня 2009    | Еквадор F1       | Ґрунт    | Хуан Себастьян Кабаль | Алехандро Гонсалес Феліпе Мантілья     | 6–2, 6–0              |
| 5.   | 9 листопада 2009  | Guayaquil Chall. | Ґрунт    | Еміліо Гомес          | Андреас Гайдер-Маурер Ларс Першке      | 6–7(2–7), 6–3, [10–8] |
| 6.   | 18 січня 2010     | Сальвадор F1     | Ґрунт    | Еміліо Гомес          | Конор Поллок Мацек Сикут               | 6–4, 7–6(7–4)         |
| 7.   | 26 листопада 2011 | Guayaquil Chall. | Ґрунт    | Роберто Кірос         | Марсель Фельдер Родрігу-Антоніу Гріллі | 6–4, 6–1              |
| 8.   | 7 липня 2012      | Панама           | Ґрунт    | Алехандро Гонсалес    | Деніел Косаковскі Пітер Поланскі       | 6–4, 7–5              |